# Шпагин, Алексей Алексеевич
Алексей Алексеевич Шпагин (партийная кличка Кувалда, жил под фамилией Баринов или Баранов; 1 октября 1879, Нижегородская губерния — 1938, Екатеринбург) — рабочий-слесарь, депутат II Государственной думы Российской империи от Пермской губернии (1907), председатель Пермского городского и уездного исполкома (1919—1920).

## Биография

### Ранние годы. Рабочий-революционер
Алексей Шпагин родился 1 октября 1879 года в деревне Тамаевка Ореховской волости Ардатовского уезда (Нижегородская губерния) в многодетной крестьянской семье. Школьного образования Алексей не получил — был самоучкой (письму и чтению обучался у сверстников). С семи лет он работал подпаском у помещика Буданова, а в 11 лет поступил на кирпичный завод в Нижнем Новгороде.
В 12 лет Алексей стал грузчиком Березниковского содового завода Русско-бельгийского акционерного общества «Любимов, Сольве и К°» в Соликамском уезде Пермской губернии. В 1899 году он вернулся в родную деревню, но работать на помещика не захотел и уехал в Нижний Новгород, где устроился на Сормовский завод в механический цех. Работал также на Донбассе.
В 1902 году Шпагин вступил в РСДРП, где получил подпольную кличку «Кувалда». По заданию Сормовской партийной организации он распространял прокламации среди крестьян, вёл пропаганду среди рабочих. 12 августа 1904 года он был главным руководителем и организатором забастовки на Сормовском заводе: был арестован и заключен в Нижегородскую тюрьму. Освобожден по амнистии в связи с рождением наследника престола.
После выхода из тюрьмы Шпагин не был принят на местный завод и переехал в Казань. В 1904 — июне 1905 года он работал на заводе Крестовникова, откуда был уволен за революционную деятельность и занесён полицией в «чёрный список». Оказался под полицейским надзором.

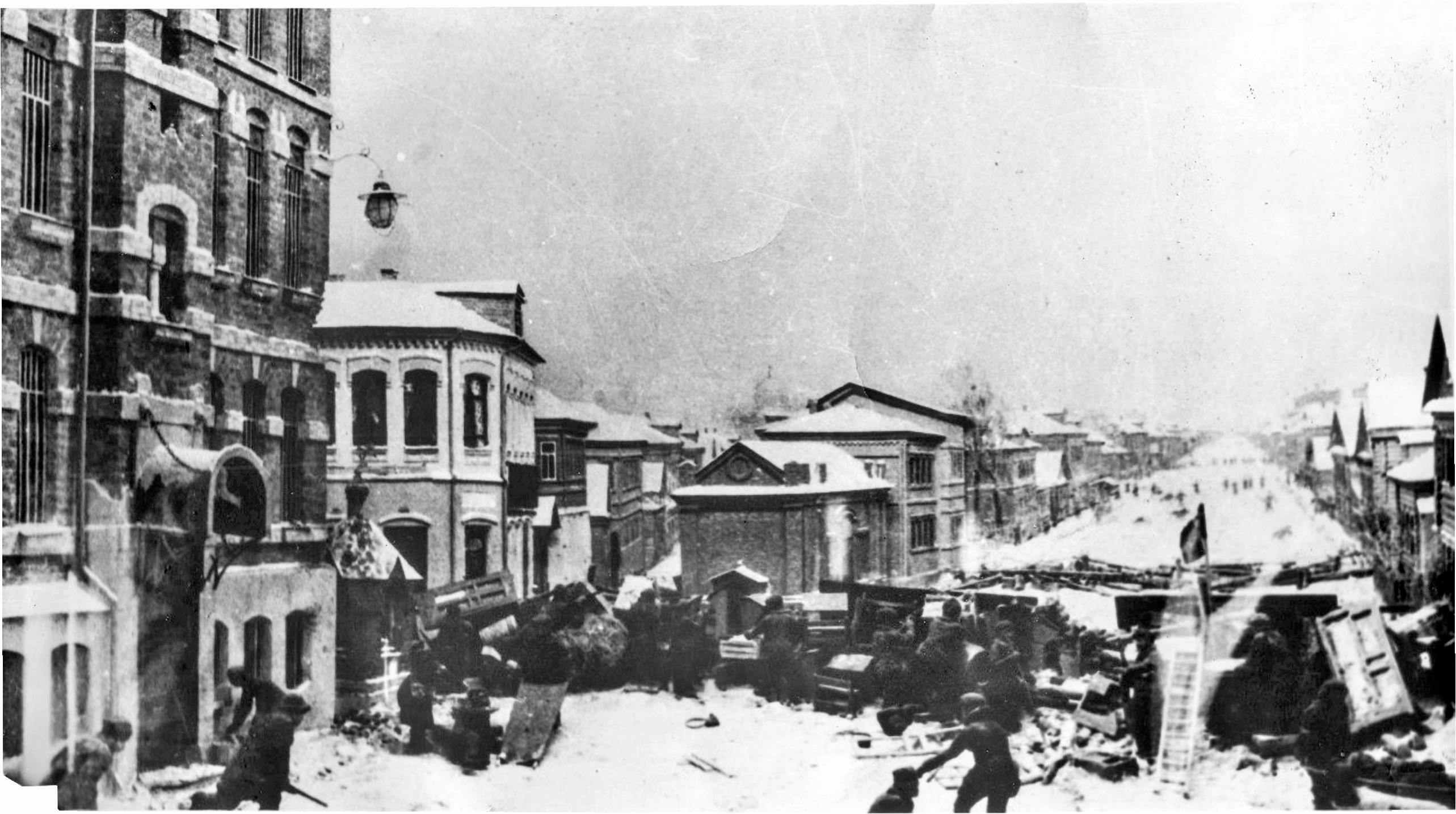
Строительство баррикад в Сормове (1905)

После этого Шпагин вернулся в Сормово, где, с помощью товарищей, смог устроиться в механический цех. В начале века на Сормовском заводе была развита пропагандистская работа различных партийных направлений. На каких-то лекциях присутствовал и Шпагин: «Помню, как сейчас, пропагандиста Коровина — эсдека, читавшего нам однажды лекцию о французской революции» — писал он позже.
Алексей Алексеевич был избран в Совет цеховых уполномоченных (член Сормовского Совета рабочих депутатов); стал руководителем вооружённого восстания сормовских рабочих в декабре 1905 года. Был арестован, но через 7 дней отпущен.
После подавления восстания Алексей Шпагин перешёл на нелегальное положение и в июне 1906 года перебрался в Пермь, где устроился в главные железнодорожные мастерские города. Здесь он продолжил революционную деятельность — возглавил заводскую социал-демократическую ячейку. Эта группа организовывала маевки, сходки, проводила митинги, распространяла листовки с революционными требованиями. Кроме того, Шпагин был организатором профессионального союза в пермских железнодорожных мастерских и депо.

### Депутат II Думы

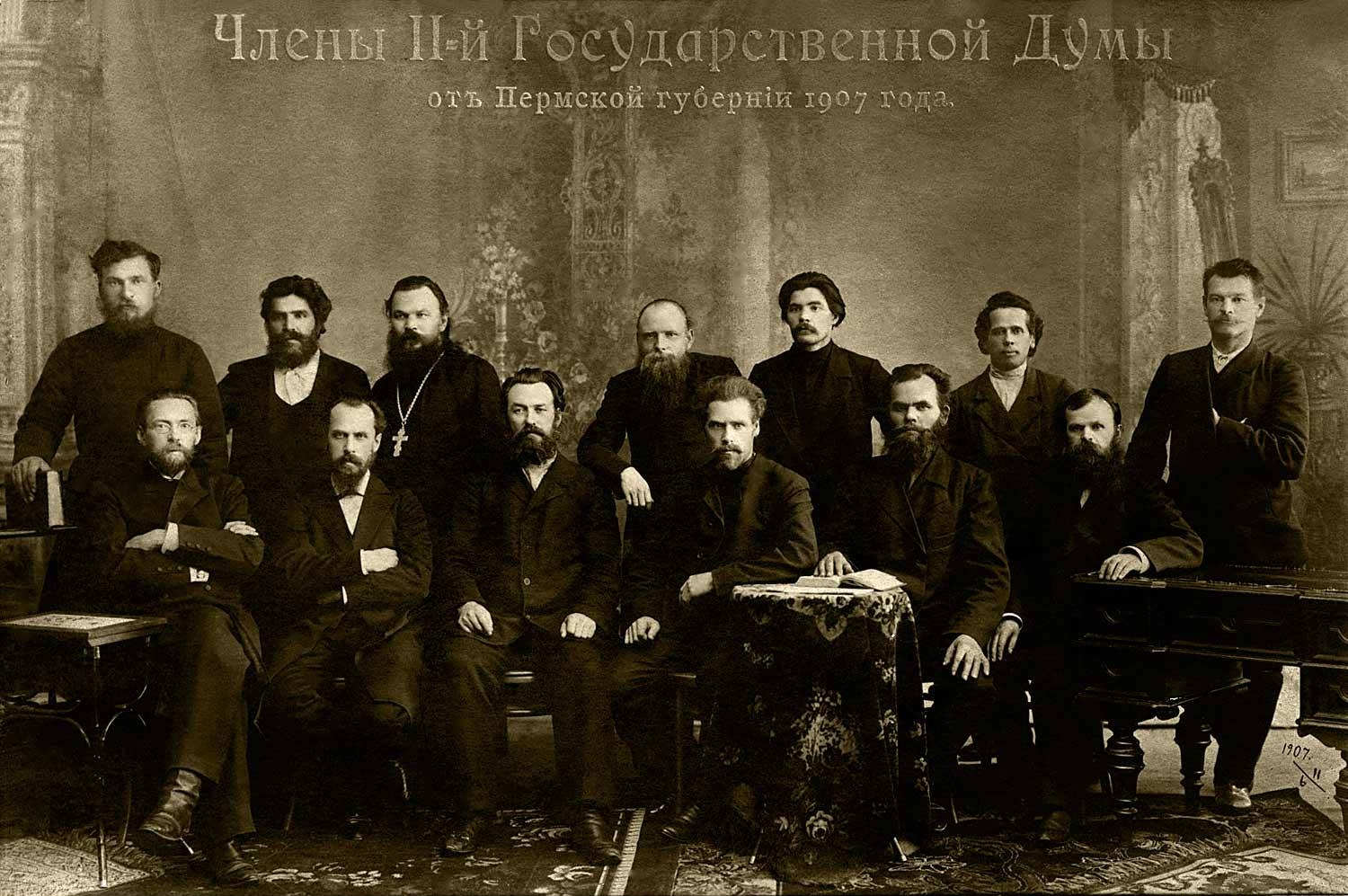
Члены II Государственной думы от Пермской губернии, 1907 год. Сидят: В. Н. Мамин, Г. И. Баскин, Я. Е. Захаров, А. А. Шпагин, Г. И. Кабаков, В. Е. Ершов; стоят: П. А. Зырянов, П. С. Сигов, К. А. Колокольников, Е. А. Петров, В. А. Чащин, Ф. Я. Тимачев, Я. П. Максимов

На губернском избирательном собрании 6 февраля 1907 года А. А. Шпагин был выборщиком от рабочей курии. Избрался во Вторую Государственную Думу от общего состава выборщиков Пермского губернского избирательного собрания.

На банкете 11 февраля в зале общественного собрания в честь отъезжавших депутатов Шпагин заявил: 
Что должны сказать депутаты самодержавному правительству, не дававшему жить и дышать русскому народу, правительству, залившему потоками крови нашу несчастную родину. Ответ ясен. Но помните, граждане, что одна Дума, без поддержки народа бессильна. Но какая же первая задача Думы? Я, как представитель рабочих, как член российской социал-демократической партии должен на первый план, на первое место поставить созыв Учредительного собрания на основах всеобщего, равного, прямого и тайного голосования. Второе требование — земля и воля, восьмичасовой рабочий день, все свободы: печати, союзов, слова… Граждане! Из рук избравших меня я беру красное, облитое кровью борцов за народную свободу, знамя и с этим знаменем я бесстрашно еду в Таврический дворец. И если у меня вырвут это знамя, то я обращусь к своим братьям

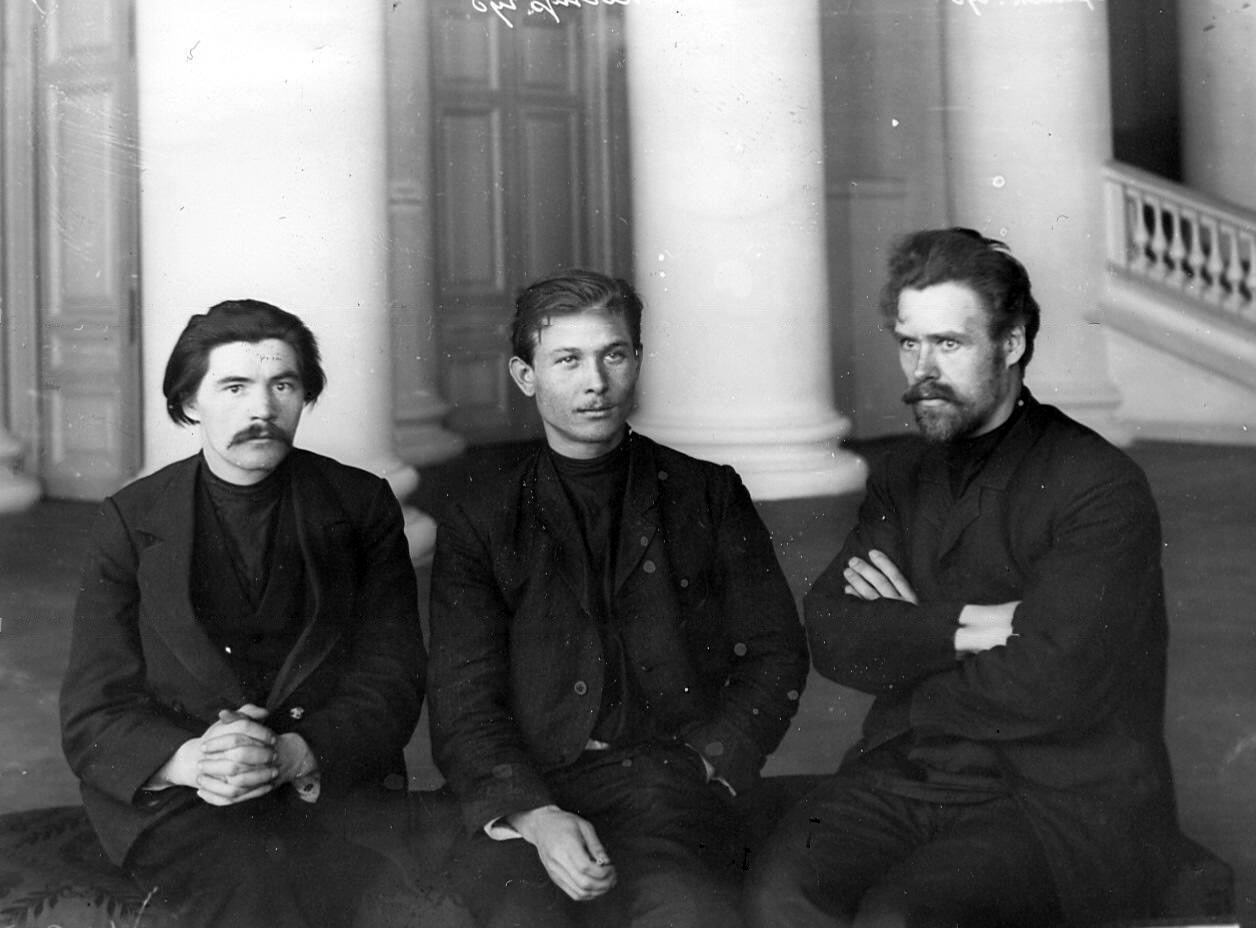
Шпагин (справа) среди депутатов в колонном зале Таврического дворца, 1907 год

Это выступление было встречено «громом долго несмолкающих аплодисментов».
15 февраля, в день выезда из Перми, Алексей Алексеевич выступил на митинге на железнодорожном вокзале, где говорил о необходимости созыва Учредительного собрания и свержения самодержавия. За призыв к вооружённому восстанию полиция возбудила дело о привлечении Шпагина к уголовной ответственности, однако это сообщение министра юстиции и постановление судебных следователей поступило в Думу уже накануне её роспуска — поэтому вопрос о лишении его депутатской неприкосновенности не рассматривался и суд не состоялся (по другой версии, Шпагин был оправдан за недостаточностью обвинения).
В Думе Шпагин входил в Социал-демократическую фракцию: активно участвовал в обсуждении многих вопросов. В числе первых депутатов Шпагин выступил 13 апреля с думской трибуны и подписался под запросом об истязаниях и убийствах в Рижской тюрьме — потребовал амнистии для её узников, говорил о невыносимом положении политических заключенных. Он деятельно содействовал работе железнодорожной секции, образованной при Социал-демократической фракции в марте 1907 года.

Депутат Шпагин также выступил с речью, которая стала известна всей России: 
Если вы, господа кадеты, провозглашаете здравицу в честь второй Госдумы, то это означает, что пролетариату и безземельному крестьянству будет плохо. Она им, разумеется, ничего дать не может. Верховной власти в лице царя предоставлено право отменять тот или иной законопроект, одобренный Думой… Если вторая Дума будет настаивать, то ее постигнет та же участь, что и первую, — разгон. В этом убеждены и сами кадеты. Недаром ими брошен лозунг: „Берегите Думу!“ Беречь вторую Думу — значит отказаться даже от небольших требований, предъявленных правительству первой Думой. И теперь, когда я здесь слышу слова о „щитах и штурме“, мне кажется, что они сказаны ради праздника. Если вы действительно хотите мстить царскому правительству, то почему не призываете реальную силу и не ведете ее на штурм? И здесь я смело повторяю наш пролетарский клич: долой самодержавие!

### Баринов/Баранов. Париж и Ленин
Шпагин несколько раз встречался с Владимиром Лениным по поводу думской тактики большевиков. Алексею Алексеевичу удалось скрыться от ареста по делу социал-демократической фракции Второй Думы, но он был заочно приговорён к пяти (или десяти) годам каторжных работ и вечному поселению. Получив паспорт на имя Баринова (или Баранова), Шпагин жил и работал в Миассе. В сентябре 1911 года он был обнаружен полицией в Нижнем Новгороде: за ним было установлено наружное наблюдение. Тем не менее Шпагин в октябре 1911 года беспрепятственно эмигрировал и оказался в Париже. В 1912 году его жене, с разрешения Департамента полиции, был выдан паспорт для поездки с детьми к мужу.
Шпагин жил в Париже до 1917 года — входил в русскую секцию большевиков и выполнял поручения Ленина. Походив месяца три на собрания группы «Вперёд», А. А. Шпагин в 1912 году подал заявление в секцию большевиков.
В парижский период Шпагин увлекался пением и рисованием, водил детей в Венсенский лес и в парк Монсури», где у Ленина была любимая беседка.

### 1917. Пермский исполком
После Февральской революции, в сентябре 1917 года, Алексей Шпагин снова оказался в Перми, где вновь стал работать слесарем в главных железнодорожных мастерских. Был участником Гражданской войны: организовал железнодорожный батальон для борьбы с войсками адмирала А. В. Колчака. С ноября 1919 года Шпагин перешёл на партийно-советскую работу: после освобождения Перми он был избран председателем Пермского городского и уездного исполкома.
Исполком в этот период решает вопросы, связанные со сложной эпидемиологической обстановкой в городе и пригородах. Производится конфискация сена для лошадей ассенизационного обоза. Оборудование парикмахерских передается в ведение коммунального хозяйства. Продовольственному отделу предложено незамедлительно начать выдачу мануфактуры населению ввиду развивающейся эпидемии сыпного тифа, чему способствуют грязь и отсутствие у населения белья. Рассматриваются также вопросы экономии электроэнергии (запрещение устройства электрических лампочек на рождественских ёлках и сбор «лишних» электрических лампочек в учреждениях и у частных лиц) и распределения жилья.
В марте 1920 года губернский комитет РКП(б) перевёл Шпагина на должность комиссара главных железнодорожных мастерских. В 1923 году железнодорожным мастерским было присвоено имя Шпагина (позднее — Пермский паровозостроительный завод имени Шпагина). Алексей Алексеевич стал делегатом 4-го Конгресса Коминтерна (ноябрь 1922), а также делегатом 13-го и 14-го съездов партии. После ликвидации, в ноябре 1923 года, Пермской губернии он был переведён на работу в Уральскую областную контрольную комиссию.
Три года спустя, в 1926 году, Шпагин по инвалидности вышел на пенсию и жил в Нижнем Новгороде. В 1933 году он переехал в Свердловск, где стал работать в местном совете общества старых большевиков; возглавлял обком Международной организации помощи борцам революции.

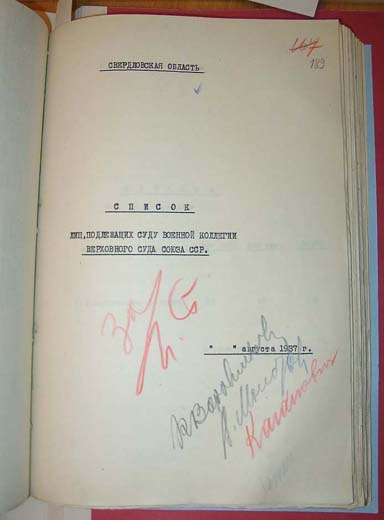
Список лиц, подлежащих суду Военной коллегии Верховного суда Союза ССР, с именем А. Шпагина

### 1937. Арест и смерть
1 июня 1937 года Шпагин был арестован по обвинению в принадлежности к террористической организации, совершившей убийство С. М. Кирова и готовившей покушения на других руководителей ВКП(б). Точнее, А. А. Шпагина обвинили по статье 58 п. 8, 10, 11 УК РСФСР: «В процессе следствия по делу вскрытой в 1936 году Управлением НКВД по Свердловской области антисоветской троцкистской организации, существовавшей на дороге имени Л. М. Кагановича, возглавляемой троцкистом, террористом, диверсантом и агентом японской разведки [подсудимым Второго Московского процесса И. Д. Турок], проводившей на железнодорожном транспорте диверсионно-вредительскую шпионскую и террористическую работу, установлено, что активным участником этой организации является Шпагин Алексей Алексеевич…»
«Обвиняемый Шпагин виновным себя признал полностью». По приговору Военной коллегии Верховного суда СССР в 1938 году он был расстрелян (или умер в заключении). На «Списке лиц, подлежащих суду Военной коллегии Верховного суда Союза ССР» от 10 августа 1937 года с именем Алексея Шпагина стоят подписи Сталина, Ворошилова, Молотова и Кагановича.
Реабилитирован посмертно, в 1957 году. 28 сентября 1979 года на Пермском мотовозоремонтном заводе им. А. А. Шпагина (г. Пермь) открыта посвященная ему мемориальная доска.

## Произведения
- Шпагин А. А. Выборы в Думу // Под красным знаменем. Сборник воспоминаний. Молотов. 1957. С. 94—107
- Шпагин А. А. «От царизма к диктатуре пролетариата» и воспоминания о своей революционной деятельности в Перми в 1917 г.», Государственный архив Пермского края, 1923.

## Семья
Был женат. Шестеро детей.